# Charles Pelham
Charles Pelham (* 12. März 1835 in Person County, North Carolina; † 18. Januar 1908 in Poulan, Worth County, Georgia) war ein US-amerikanischer Rechtsanwalt, Richter und Politiker (Republikanische Partei).

## Werdegang
Charles Pelham zog 1838 mit seinen Eltern nach Alabama. Er besuchte dort die Gemeinschaftsschule. Danach studierte er Jura, bekam seine Zulassung als Anwalt und fing dann 1858 in Talladega (Alabama) an zu praktizieren. Pelham trat 1862 in die Konföderiertenarmee ein und diente dort als First Lieutenant in der Kompanie C, 51. Regiment, Alabama Infanterie. Nach dem Ende des Amerikanischen Bürgerkrieges war er zwischen 1868 und 1873 als Richter am 10. Gerichtsbezirk von Alabama tätig. Ferner verfolgte er eine politische Laufbahn. Pelham wurde in den 43. US-Kongress gewählt und diente dort vom 4. März 1873 bis zum 3. März 1875. Er entschied sich 1874 gegen eine Kandidatur für den 44. US-Kongress, blieb nach dem Ende seiner Amtszeit in Washington, D.C. und nahm die Tätigkeit als Anwalt wieder auf. Später wurde er zu einem Clerk im Bundesfinanzministerium ernannt. Pelham zog 1907 nach Poulan (Georgia), wo er ein Jahr später starb. Er wurde dort auf dem Presbyterian Cemetery beigesetzt.
Seine Tochter, Rosa, war mit Samuel Taylor Suit (1830–1888), einem Politiker und Landbesitzer aus Maryland, verheiratet.